# Friedrich Lenthe
Friedrich Christoph Georg Lenthe (né le 22 août 1774 à Grabow, mort le 14 mars 1851 à Ludwigslust) est un peintre allemand.

## Biographie
Friedrich Lenthe est le fils de Johann Hinrich Lenthe, fonctionnaire. Il prend des leçons de dessin auprès de Rudolph Kaplunger (de) à Ludwigslust. À partir de 1794, il étudie le droit à l'université de Rostock et à l'université de Göttingen, où il est également élève du peintre Johann Dominicus Fiorillo. En 1801, il commence à étudier à l'École supérieure des beaux-arts de Dresde où il est l'élève de Josef Grassi et Anton Graff. En 1814, Friedrich Lenthe est nommé directeur de la galerie des collections d'art du Mecklembourg-Schwerin. À ce titre, il acquiert les œuvres de peintres contemporains du duché : Rudolph  Suhrlandt, Theodor Schloepke (de), Carl Georg Christian Schumacher (de), Friederike Julie Lisiewska (de)… Il crée une école de dessin à Ludwigslust et enseigne à la grande-duchesse Caroline. En 1818, il est nommé peintre de cour. Il fait les portraits du Grand-Duc Frédéric-François et d'autres personnalités publiques. Il a parfois la direction artistique de l'usine de papier mâché de Ludwigslust. 
Son fils Gaston Lenthe sera peintre.